# Institut supérieur d'études logistiques
 (février 2019).
 (février 2019).
L'Institut supérieur d'études logistiques (ISEL) est une école d'ingénieurs française publique fondée en 1994. Il dépend de l'université du Havre.

## Présentation générale
Il forme des ingénieurs logisticiens en cinq ans.
La formation est équilibrée entre sciences et techniques et sciences humaines et se décompose en :
- 2 ans de cycle préparatoire intégré ;
- 3 ans de cycle ingénieur.

## Formation

### Admission
L'admission en première année du cycle préparatoire se fait par le biais du concours GEIPI (baccalauréat général avec spécialités scientifiques), et sur dossier et concours interne[Quoi ?] (baccalauréat général avec spécialités sciences sociales, ou bien baccalauréat STI2D). L'admission en première année du cycle ingénieur se fait sur entretien et dossier et concerne les diplômés d'IUT ou de DEUG.

### Cursus[1]

#### Premier cycle: deux ans (quatre semestres).
Deux années de 32 semaines (2 semestres de 16 semaines entrecoupés par une semaine séminaire) de 35 heures en moyenne (y compris 2 heures d’éducation physique et sportive).
Le premier cycle prépare les étudiants à l’acquisition d’une double compétence en sciences de l’ingénieur et sciences de gestion avec un stage ouvrier au deuxième semestre d'une durée de six semaines.
ISEL 1 : mise à niveau des étudiants avec cours différenciés selon le baccalauréat. 
ISEL 2 : enseignement commun avec la découverte de la logistique et de ses métiers.

#### Deuxième cycle: trois ans (six semestres)
La durée totale du cycle ingénieur est de trois ans, soit 6 semestres.
ISEL 3
- 1er semestre : enseignement des méthodes industrielles et étude de cas transversale d'une durée d'une semaine

- 2e semestre : enseignement des systèmes d"informations, études de cas d'une semaine puis stage assistant ingénieur d'une durée de 10 à 12 semaines.

ISEL 4
- 3e semestre : 16 semaines d’enseignement (30 heures hebdomadaires environ plus projet).
- 4e semestre : semestre à l'étranger obligatoire chez l'un de nos partenaires (États-Unis, Corée, Mexique, Finlande, Grande-Bretagne, Espagne...). L'étudiant peut, si la mission est compatible avec le programme pédagogique, réaliser un échange dans une entreprise à l'étranger ou en laboratoire de recherche.

ISEL 5
- 5e semestre : 16 semaines d’enseignement (25 heures hebdomadaires environ plus projet).
- 6e semestre : 22 à 24 semaines de stage ingénieur de fin d'études

## Les locaux
Le bâtiment de l'Institut supérieur d'études logistiques a été inauguré en 1998. Celui-ci se trouve à proximité des Docks Vauban et de la Gare du Havre.